# Фридрих, Каспар Давид
Каспа́р Дави́д Фри́дрих (нем. Caspar David Friedrich; 5 сентября 1774, Грайфсвальд, Шведская Померания — 7 мая 1840, Дрезден, Королевство Саксония) — немецкий живописец и график, пейзажист, один из ключевых европейских художников XIX века; вместе со своим другом Филиппом Отто Рунге — крупнейший представитель раннего немецкого романтизма, лидер кружка так называемых дрезденских романтиков. Член Прусской (с 1810) и Дрезденской академий изобразительных искусств (с 1818).

## Биография

#### Детство и ранние годы
Каспар Давид Фридрих родился 5 сентября 1774 года в семье мыловара Адольфа Готлиба Фридриха и его жены Софии Доротеи в университетском городке Грайфсвальд на балтийском берегу Шведской Померании. Был шестым из десяти детей, воспитывался в строгих лютеранских устоях. В молодости лишился большинства родственников — в 1781 году от тифа умерла мать художника, затем скончались его две сестры и брат. Младший на год брат художника погиб в феврале 1887 года, спасая Каспара Давида, провалившегося под лёд во время их игры на вмёрзшей в лёд у причала лодке. Сознание того, что он стал невольным виновником гибели брата мучило художника всю его дальнейшую жизнь.
В 1790 году получил первые уроки рисования. Через своего учителя познакомился с теологом Людвигом Козегартеном и творчеством живописца Адама Эльсхаймера, что оказало на него существенное влияние. Также обучался литературе и эстетике у Томаса Турильда.
В 1794—1798 годах Фридрих обучался изобразительному искусству в престижной Датской королевской академии изящных искусств в Копенгагене, где занимался у Кристиана Августа Лоренцена и Енса Юля. После возвращения из Дании путешествовал по различным городам Германии, пока не обосновался в Дрездене в 1798 году, создавая гравюры, офорты и ксилографию.

#### Каспар Давид Фридрих и круг романтиков
Сблизился с кружком романтиков, включавшим Л. Тика, Новалиса, Г. фон Клейста, а также Ф. О. Рунге; в 1810 познакомился с И. В. Гёте, а в 1821 — с В. А. Жуковским (оказывавшим ему поддержку, как и еще один российский источник — великий князь Николай Павлович, посетивший его студию в 1820); был дружен и с натурфилософом и художником К. Г. Карусом. Находился в близких отношения с норвежским художником Юханом Далем, оказал большое влияние на его творчество.
В поисках мотивов с 1801 неоднократно приезжал на остров Рюген в Балтийском море; любил путешествовать по Саксонской Швейцарии и Гарцу; также посещал Богемию и горы Крконоше в частности; часто бывал в родном Грайфсвальде.
До 1807 года работал исключительно в технике рисунка (преимущественно штифтом или сепией), затем обратился и к масляной живописи. В 1810 году к живописцу пришёл публичный успех (ещё в 1805 году он победил на конкурсе «Друг искусства», организованном Иоганном Вольфгангом Гёте). Великий немецкий поэт по достоинству оценил его творчество и ввёл в художественные круги Германии.

#### Ранние работы
Уже в ранних картинах («Могила великана в снегу» (1807); «Теченский алтарь», или «Крест в горах», 1808; обе работы — Картинная галерея «Новые мастера», Дрезден; «Монах у моря», 1808—1810, Национальная галерея; «Аббатство в дубовом лесу», 1809—1810, Шарлоттенбург; «Утро в Ризенгебирге», 1810—1811, Национальная галерея; все три картины — Берлин) определилась задумчивая, по-своему мистическая атмосфера его искусства.
Зрителю, «заместителем» которого часто выступают фигуры, отрешённо созерцающие пейзажные дали, предстоит в живописи Фридриха загадочно-молчаливая природа и символы сверхреального бытия, явленные в виде достаточно натурных, но в то же время подчёркнуто-знаковых деталей (морской горизонт, горная вершина, корабль, дальний город, путевое распятие или просто крест, кладбище). История — и древнеязыческая, и средневековая — проступает в виде меланхолических мотивов (гробницы сказочных исполинов, руины храмов и монастырей), подчёркивающих скорее трагические разрывы, нежели связь времен. Сила красок, достаточно звучных, умеряется туманами и закатной либо рассветной дымкой.

#### Фридрих и романтическая живопись
Каспар Давид Фридрих представлял собой художника-пейзажиста романтического направления.
По его словам, его пейзажи « … не были точными изображениями воздуха, воды, скал и деревьев….но отражением души и эмоционального наполнения этих объектов». Для Фридриха природа была носителем глубоких религиозных переживаний и часто приобретала символическое значение. Он использовал пейзаж как средство отобразить свои глубокие эмоциональные переживания, которые напоминали манеру письма его предшественника и земляка Альтдорфера, жившего тремя веками ранее.
Один из характерных для Фридриха приёмов — приём перенесения зрителя в пространство картины. Фигура часто изображается обращённой к ландшафту, заворожённо погружённой в созерцание, так что зритель получает здесь своеобразную «точку вхождения» в бесконечный мир.
В 1821 в мастерской Фридриха побывал, любивший его творчество, поэт-романтик В. А. Жуковский, приобретший несколько картин, с которыми не расставался всю дальнейшую жизнь. Это способствовало популярности Фридриха в России. Всего в российских музеях находится 17 его картин - 15 в Эрмитаже, и две - в музеях Москвы. Дружба, возникшая при этом визите продолжалась вплоть до смерти художника. Последний раз Жуковский навестил его незадолго до смерти в 1840 году..

#### Известные работы
В своём программном произведении «Этапы жизни» (Die Lebensstufen) Каспар Давид Фридрих изобразил человеческие фигуры четырёх возрастов на пустынном арктическом берегу и такое же количество судов, подходящих к берегу, но находящихся на разном расстоянии. Тем самым мастер сумел убедительно представить на полотне неумолимый ход времени. А сама сцена на фоне заката вызывает острое чувство меланхолической ностальгии.
Другая из наиболее популярных его картин, известная как «Море льда или Крушение „Надежды“ во льдах» (1823—1824), создаёт острое ощущение отчаяния и безнадёжности.
Среди других известных картин мастера — «Могила Гуттена» (1815, Государственное художественное собрание, Веймар), «На паруснике» (1818, Эрмитаж, Санкт-Петербург), «Странник над морем тумана» (1818, Кунстхалле, Гамбург), «Двое созерцающих луну» (1819—1820, Картинная галерея «Новые мастера», Дрезден), «Восход луны над морем», «Женщина у окна» (обе работы — 1822, Национальная галерея Берлина). Ряд произведений содержит поэтические аллегории борьбы против наполеоновского нашествия (таков «Французский стрелок в еловом лесу», 1812, частное собрание, Германия; — с заблудившейся в зимнем лесу одинокой фигуркой). С годами мастер все чаще повторял полюбившиеся мотивы, натурные же созерцания порой сменялись у него образами-видениями с ангелами и храмами, парящими в небе. Иные же из картин, напротив, сближались с идиллически-бытописательской поэтикой бидермайера («Отдых в день нового урожая», 1823, не сохранилась).
С 1824 года был профессором дрезденской Академии художеств. Оставил афоризмы и наблюдения об искусстве, подчёркивающие необходимость сочетания верности натуре («душе природы») с внутренней духовной интуицией, которую считал «божественным глаголом» в сердце.

#### Последние годы и смерть
В 1835 году художника разбил паралич, и с тех пор он больше не работал масляными красками, ограничиваясь небольшими рисунками сепией. Он скончался в бедности в Дрездене, практически забытый в художественных кругах и оставленный даже своими учениками. Его творчество вновь было открыто в 1890-е годы, когда его стал популяризировать норвежский искусствовед Андреас Ауберт. На определённый период забытое искусство Фридриха вновь привлекло внимание в XX веке, начиная с эпохи сюрреализма. Предпринимались попытки обоснования роли Фридриха в возникновении абстрактной живописи. Франческо Арканджелли находил общие позиции в планировке картин немецкого художника и Пита Мондриана, а Роберт Розенблюм сравнивал «Монаха на берегу» Фридриха и «Зелёное на синем» (1956) Марко Ротко.

## Литературные произведения
- Стихотворения/ Пер. С. Аверинцева // Поэзия немецких романтиков. М.: Художественная литература,1985, с. 250.

## Избранные живописные произведения
- «Теченский алтарь (Крест в горах)»[англ.] Теченский алтарь (Крест в горах), 1808. Галерея новых мастеров, Дрезден.
- «Пейзаж с радугой», 1809, Государственное художественное собрание, Веймар.
- «Монах у моря», 1808—1810, Старая национальная галерея, Берлин.
- «Аббатство в дубовом лесу», 1808—1810, Старая национальная галерея, Берлин.
- «Зимний пейзаж», 1811, Национальная галерея, Лондон.
- «Парусник», 1815, Kunstsammlungen, Хемниц.
- «Странник над морем тумана», 1818, Кунстхалле, Гамбург.
- «Меловые скалы на острове Рюген», 1818, Музей Оскара Рейнгарта, Винтертур.
- «Монастырское кладбище под снегом», 1819.
- «Месса в готической руине», 1819, Национальная галерея, Берлин.
- «Восход луны над морем», 1822. Старая национальная галерея, Берлин.
- «Мужчина и женщина, созерцающие луну», около 1824, Национальная галерея, Берлин.
- «Северный Ледовитый океан» или «Гибель „Надежды“ во льдах», 1823—1824, Кунстхалле, Гамбург.
- «Этапы жизни» или «Три возраста жизни», 1835, Музей изобразительных искусств, Лейпциг.

## Галерея
- Долмен в снегу. 1807. Галерея новых мастеров, Дрезден
- Зимний пейзаж с собором. 1811. Лондонская национальная галерея
- Зимний пейзаж. 1811. Художественный музей Шверина
- Аббатство в дубовой роще. 1809 – 1810. Старая национальная галерея, Берлин
- Крест над Балтикой. 1815. Дворец Шарлоттенбург., Берлин
- Восход луны над морем. 1822.  Старая национальная галерея
- В парусной лодке. 1818 – 1820. Эрмитаж. Санкт-Петербург
- Мужчина и женщина, созерцающие луну. Между 1818 и 1824. Старая национальная галерея
- Ворота кладбища. 1825. Галерея новых мастеров, Дрезден
- Кладбище в снегу. 1826. Музей изобразительных искусств (Лейпциг)
- Куст в снегу. 1827 – 1828. Галерея новых мастеров, Дрезден
- Дерево в снегу. 1829. Старая национальная галерея, Берлин
- Вечерний пейзаж с двумя фигурами. 1830 – 1835. Эрмитаж, Санкт-Петербург
- Большой корпус. 1832. Галерея новых мастеров, Дрезден
- Морской берег в лунном свете. 1835 – 1836. Гамбургский кунстхалле